# Радомир Перица
Радомир Перица (Београд, Краљевина Југославија, 20. септембар 1924 — Вашингтон, САД, 23. децембар 2006) је био српски стрипар, илустратор, дизајнер и сликар. Творац је првих научнофантастичних пародија у српском стрипу.
Лик омладинца Киће који носи тетоважу Микија Мауса у филму „Бал на води“ редитеља Јована Аћина је обликован по Радомиру Перици.

## Биографија и ликовни опус
Професионално је дебитовао у својој шеснаестој години стрипом „Нови Тарцан“ (Микијево царство, бр. 191, 8. јануар 1941). Најпознатији стрипови су му „Пут на Месец“, „Ивица и Марица“, „Доживљаји Џуре Пацова“, „Сан младог Јоцка“, „Последњи дани Помпеје“ и „Тил Ојленшпигел“.
Са почетком Другог светског рата, Перица се са неколико пријатеља придружује Југословенској војсци у отаџбини под командом генерала Драгољуба Михаиловића, са којим је иначе био у сродству по мајчиној линији. Током ратних година црта лажне пасоше и аусвајсе за америчке пилоте и саборце, али и стрипове од којих су неки били објављени у београдским новинама.
Када је партизански покрет преузео власт у Југославији, Перица није успео да побегне у Америку, већ је ухапшен и суђено му је у оквиру процеса Михаиловићу и сарадницима. На робији у Сремској Митровици је провео шест година, где је често био физички злостављан и мучен.
Након изласка из затвора се бави ликовним и примењеним уметностима, за шта је добијао и међународне награде (награда „Ризоли“ за најбољу европску графику, Милано).
Као већ формиран аутор се 1960-их сели са породицом у САД, где изнова почиње ликовну каријеру.
После скоро седам деценија заборава, културна јавност у Србији се поново упознала са Перичиним опусом тек у септембру 2009. када је издавачка кућа „Комико“ из Новог Сада репринтовала његова два стрипа у свесци „Пут на Месец“ и објавила у пропратном чланку непознате детаље из живота овог ствараоца.

## Филмске референце
Перица је имао вишеструке везе са филмском уметношћу. У младости је радио стрипове под утицајем америчког анимираног филма, а део каријере је провео као дизајнер у београдском „Авала филму“. У америчком филму „Тесла: господар муње“ (енгл. Tesla Master of Lightning, 2000) глумио је Николу Теслу.
Ипак, широј публици је најпознатији лик Киће, обликован по Радомиру Перици, који носи скривену тетоважу Микија Мауса у филму „Бал на води“ редитеља Јована Аћина (блиског Перичиног пријатеља). Ово је засновано на анегдоти са суђења Радомиру Перици, када је на питање комунистичког истражитеља у шта верује, Перица одговорио: „Верујем у Мики Мауса“.